# 유신 (고밀왕)
고밀왕 유신(高密王 劉愼, ? ~ ?)은 중국 전한의 황족이자 제후왕으로, 마지막 고밀왕이다. 고밀회왕 유관의 아들이다.
아버지가 고밀회왕 11년(기원전 21년)에 죽자 고밀왕을 계승했다. 고밀왕 신 29년(9년)에 왕망이 전한을 멸하고 신나라를 세워 개원해 전한의 제후왕을 일괄적으로 공으로 폄작하면서 이에 적용됐고, 이듬해에는 작위를 잃었다.